# Bucky Pizzarelli

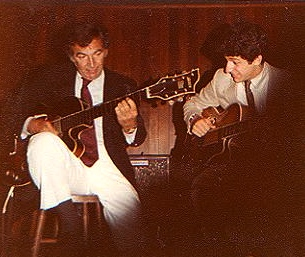
Bucky und sein Sohn John Pizzarelli

John Paul „Bucky“ Pizzarelli (* 9. Januar 1926 in Paterson, New Jersey; †  1. April 2020 in Saddle River, New Jersey) war ein US-amerikanischer Gitarrist des Mainstream Jazz und Swing.

## Leben und Wirken
Pizzarelli lernte ab dem Alter von neun Jahren Gitarre und Banjo und spielte in der Familienband mit seinen beiden Onkeln, die ebenfalls Gitarristen waren. Ab 1941 spielte er Gitarre in lokalen Tanzbands. Von 1943 bis 1951 war er, unterbrochen von seinem Militärdienst im Zweiten Weltkrieg, in der Big Band des Trompeters und Sängers Vaughn Monroe. Ab 1952 arbeitete er mit Joe Mooney und war in Bands von Fernsehshows bei NBC wie der von Doc Severinsen geleiteten Tonight Show mit Johnny Carson sowie in der Show von Dick Cavett. 1956/57 tourte er mit dem Trio The Three Sounds von Gene Harris, Andy Simpkins und Bill Dowdy. Er arbeitete als gefragter Rhythmus-Gitarrist in New York und tourte mehrfach mit Benny Goodman bis zu dessen Tod 1986. Ab den 1970er-Jahren nahm er mehrere Alben unter eigenem Namen auf (1976 mit Zoot Sims, 1975 mit Bud Freeman, 1978 mit Slam Stewart, 1979 mit Stéphane Grappelli) und im Duo mit George Barnes (zu hören auf dem Album Guitars Pure and Honest). Sein Sohn John Pizzarelli (* 1960) ist ebenfalls Jazz-Gitarrist (mit dem er auch seit 1981 aufnahm, zum Beispiel die Stash Sessions 1980/84), seine Tochter Mary ist klassische Gitarristin und sein Sohn Martin Bassist. Anfang 2015 spielte Pizzarelli sein letztes Album ein, Renaissance (A Journey from Classical to Jazz), das auf Arbors Records erschien.
Außerdem unterrichtete Bucky Pizzarelli am William Paterson College in Wayne, New Jersey. Sein Gitarrenspiel war von Charlie Christian beeinflusst, aber auch von Nat King Coles Triokonzept. Er verwendete wie auch seine Kinder John und Mary sowie George Van Eps, den er 1967 erstmals hörte, eine siebensaitige Gitarre mit zusätzlicher tiefer A-Saite für Bässe. Er arbeitete auch mit seinem Sohn Martin, einem Kontrabassisten, zusammen.
Pizzarelli starb im Frühjahr 2020 im Alter von 94 Jahren an den Folgen einer SARS-CoV-2-Infektion. Eine Woche später starb seine Frau Ruth Elizabeth Pizzarelli im Alter von 89 Jahren; sie waren 66 Jahre verheiratet und hatten vier Kinder.

## Diskographische Hinweise
- Green Guitar Blues (Monmouth, 1972) mit George Duvivier, Don Lamond
- Plays Bix Beiderbecke Arrangements by Bill Challis (Monmouth, 1972)
- A Flower for All Seasons (Choice Records, 1973) mit Eddie Daniels
- Zoot Sims with Bucky Pizzarelli (Classic Jazz, 1976)
- Buck and Bud (Flying Dutchman, 1977) mit Bud Freeman, Hank Jones, Bob Haggart, Ronnie Traxler
- The Cafe Pierre Trio (Monmouth, 1982), mit Russ Kassoff, Jerry Bruno
- Contrasts (Arbors, 1998) mit John Pizzarelli
- April Kisses (1999)
- Manhattan Swing: A Visit With the Duke (Arbors, 1999) mit John Bunch, Jay Leonhart
- Swing Live (2001)
- Banu Gibson & Bucky Pizzarelli Steppin’ Out (Swing Out 2002, mit Brian Ogilvie, Jon-Erik Kellso, Connie Jones, David Boeddinhaus, Bill Huntington, Jake Hanna)
- Moonglow (2005)
- 5 for Freddie: Bucky’s Tribute to Freddie Green (Arbors, 2007), mit John Bunch, Warren Vaché, Jay Leonhart, Mickey Roker
- Generations  (Arbors, 2006) mit John Pizzarelli
- Sunday at Pete’s  (2007)
- So Hard to Forget (2008)
- Family Fugue (Arbors, 2010) mit John Pizzarelli
- Challis in Wonderland (Arbors, 2012),  mit John Pizzarelli, Jerry Bruno
- Three for All (chesky, 2014)

## Lexikalischer Eintrag
- Martin Kunzler: Jazzlexikon, Reinbek, Rowohlt, 1988
- Maurice Summerfield: The Jazz Guitar – Its evolution and its players (englisch). Ashley Mark Publishing 1978. ISBN 0-9506224-1-9
- Matthew Alan Thomas: Pizzarelli, Bucky [John] (Paul, Sr.). In: Grove Music Online (englisch; Abonnement erforderlich).